# 에드워드 벌레슨
에드워드 벌레슨(Edward Burleson, 1798년 12월 15일 ~ 1851년 12월 26일)은 미국 미주리주, 텍사스 공화국의 군인이자, 장군이며, 상원의원이다.
오울드 인디언 파이터로 알려진 벌레슨은 1812년 전쟁에 참가한 직업군인이었고, 미주리와 텍사스 민병대로 복무를 했다. 1835년 텍사스군의 중령으로 임명되어, 텍사스 공화국의 초기 단계에서 스티븐 오스틴의 휘하에서 복무를 했다. 벡사 포위에서, 벌레슨은 부사령관으로 오스틴과 함께 싸웠으며, 1835년 11월에는 텍사스 자연군의 사령관으로 선출되어 벡사를 포위하여 멕시코 장군 마르틴 페르펙토 데 코스에게 항복을 받아낸다. 3월에는 텍사스 정규군 대령으로 임명되었으며, 최초의 보병 연대를 이끌어 런어웨이 스크레이프에서 그리고 샌재신토 전투에서 스티븐 오스틴과 함께 활약했다.

## 정치 경력
그는 텍사스 공화국에서 샘 휴스턴 대통령의 두 번째 임기인 1841년 1844년까지 부통령으로 재임하였다. 1844년에는 대통령 후보로 나섰지만, 앤슨 존스에게 패배를 했다. 비록 샘 휴스턴과 같이 일을 하기는 했지만, 서로 의견 불화와 반목하는 사이였다.
벌레슨은 또한 1846년 텍사스 병합 이후의 멕시코-미국 전쟁에서 활약을 하기도 했다.
오스틴에서 그가 묻힌 곳은 이후 텍사스 주립 묘지가 되었다.

## 기념
- 벌레슨 카운티, 텍사스 - 그의 이름을 따서 지은 것이다.
- 오스틴의 벌레슨 도로도 그의 이름을 따서 지은 것이다.

## 같이 보기
- 텍사스 혁명